# Avahi cleesei
Avahi cleesei är en primat i släktet ullmakier som förekommer på västra Madagaskar. Den beskrevs 2005 som självständig art och artepitet cleesei hedrar den brittiska komikern John Cleese som även är aktiv för lemurernas skydd.
Arten hotas av skogsbränder och då utbredningsområdet är litet listas Avahi cleesei av IUCN som starkt hotad (EN).

## Utseende
Liksom andra arter i släktet har Avahi cleesei en ullig gråbrun päls. På buken är pälsen lite ljusare. Kännetecknande för arten är svarta ringar kring de orangeröda ögonen. Nosens spets är nästan naken och svart. Den hanne som användes för artens beskrivning (holotyp) hade en vikt av 830 gram.

## Utbredning och habitat
Utbredningsområdet i västra Madagaskar är inte större än 5000 km². Arten vistas där i nationalparken Tsingy de Bemaraha som kännetecknas av karstklippor. Regionen är täckt av mera torra lövskogar.

## Ekologi
Individerna är aktiva på natten och vistas främst i växtligheten. På dagen vilar de i trädens håligheter eller gömda i täta bladansamlingar. Avahi cleesei äter blad, frukter, bark och unga växtskott.
Fortplantningssättet borde vara liksom hos andra ullmakier. Det finns antagligen monogama par och honan föder ett ungdjur under den torra perioden. Dräktigheten varar i cirka fyra månader. Ungarna stannar flera år i föräldrarnas revir. Hela flocken visar sitt anspråk på territoriet med skrik som låter "ava-hee". Släktnamnet Avahi syftar på lätet.